# Horvátzsidány
Horvátzsidány (Duits: Siegersdorf) is een plaats (község) en gemeente in het Hongaarse comitaat Vas. Horvátzsidány telt 845 inwoners (2001).

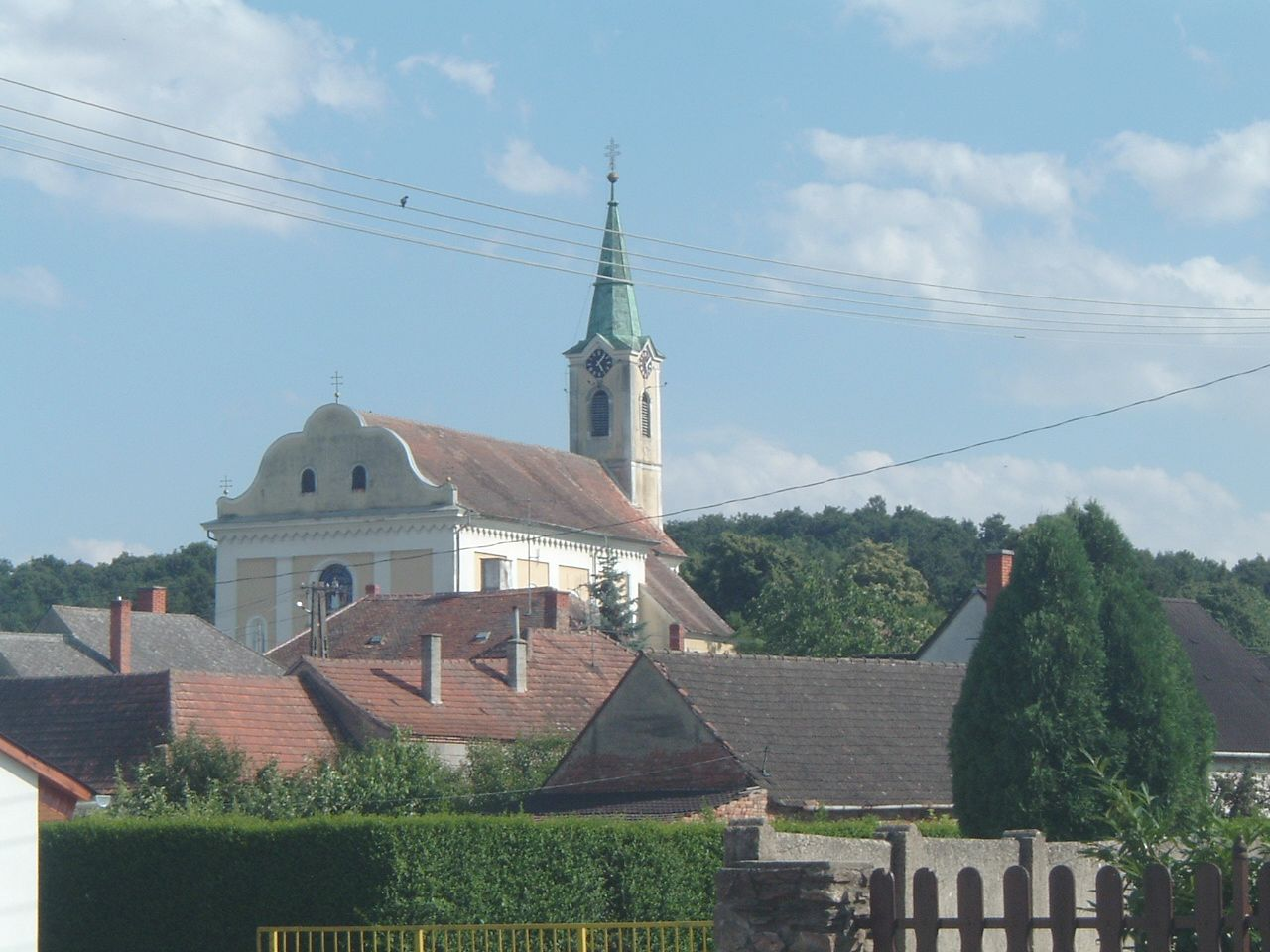
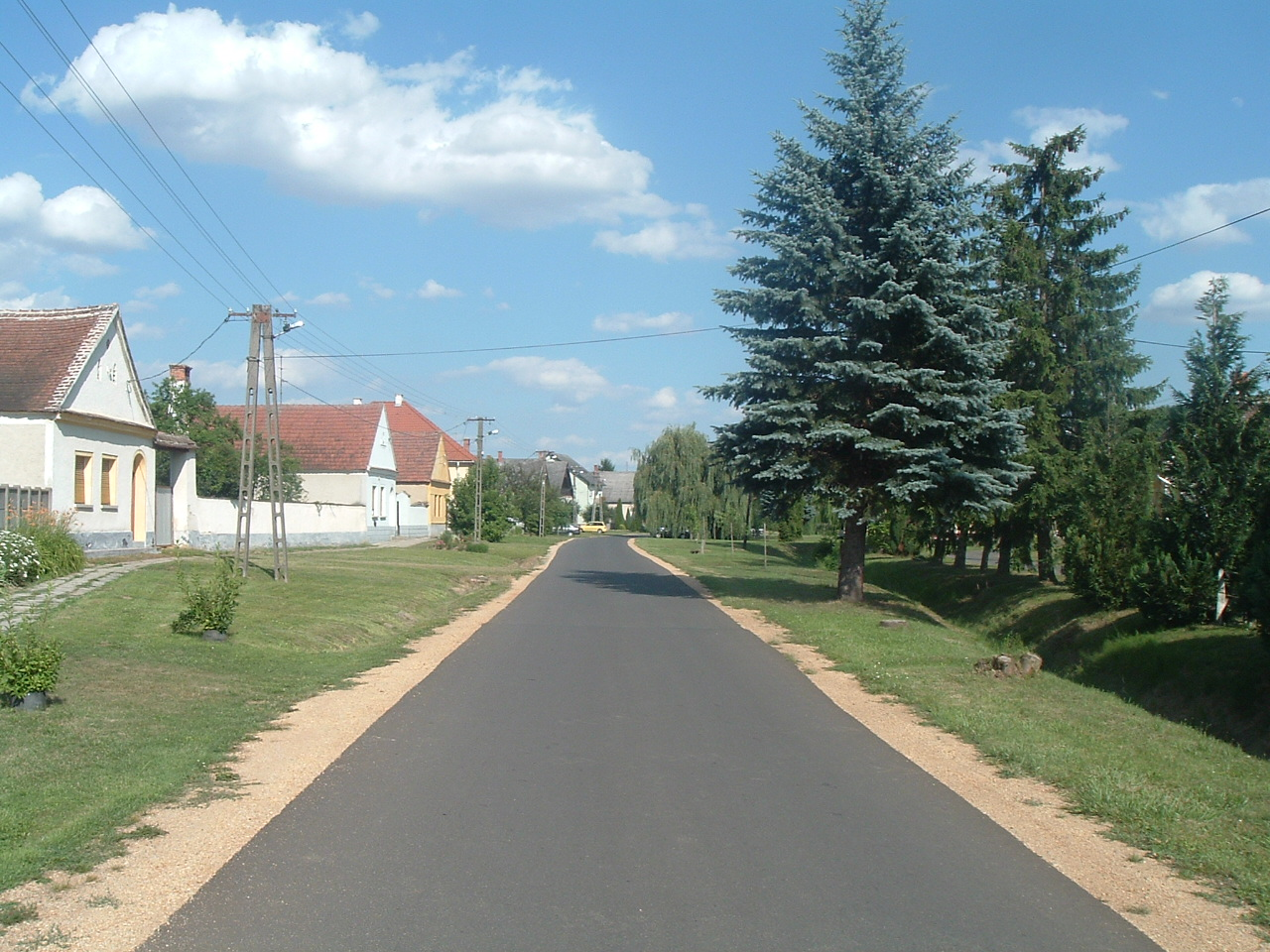
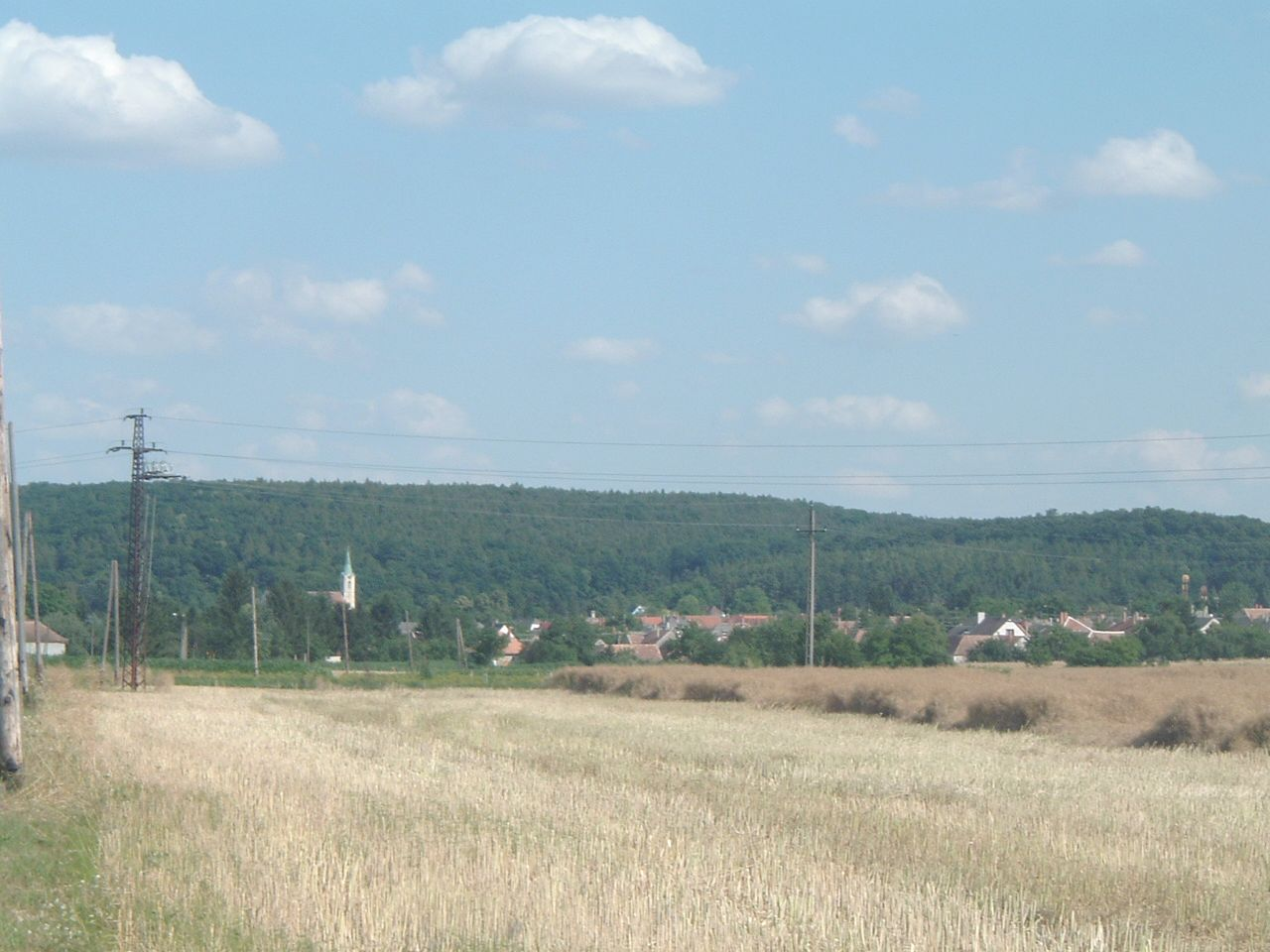